# Suturocythara redferni
Suturocythara redferni é uma espécie de gastrópode do gênero Suturocythara, pertencente a família Mangeliidae.